# Талды (Костанайская область)
Талды (каз. Талды) — упразднённое село в Карабалыкском районе Костанайской области Казахстана. Входило в состав Бурлинского сельского округа. Находится примерно в 52 км к юго-западу от районного центра, посёлка Карабалык. Код КАТО — 395037300. Ликвидировано в 2016 г.

## География
В 1 км к югу находится озеро Кылдык, в 4 км восточнее — озеро Естай.

## Население
В 1999 году население села составляло 117 человек (60 мужчин и 57 женщин). По данным переписи 2009 года, в селе проживали 33 человека (17 мужчин и 16 женщин).